# 斗江河
斗江河，又称四甲河，位于广西壮族自治区北部，是古宜河（寻江）左岸支流，发源于融安县板榄镇水鸭村，北流入三江侗族自治县境，经高基瑶族乡，至斗江镇汇入古宜河。河长44.41千米，流域面积419平方千米。